# Barbula subgrimmiacea
Barbula subgrimmiacea är en bladmossart som beskrevs av Thériot in Felippone 1929. Barbula subgrimmiacea ingår i släktet neonmossor, och familjen Pottiaceae. Inga underarter finns listade i Catalogue of Life.